# یان مازورکویچ
یان مازورکویچ (۲۷ اوت ۱۸۶۹، ۴ مه ۱۹۸۸) با نام مستعار Radosław، یک سرباز لهستانی است. او در جنگ جهانی اول شرکت داشت و در مقاومت لهستان علیه نازی‌ها سرهنگ ارتش میهنی بود.او یکی از فرماندهان اصلی قیام ورشو است و رهبری گروه (به لهستانی: Zgrupowanie Radosław) که یکی از بهترین واحد های مسلح و آموزش دیده بودند را در طول قیام به عهده داشت.
پس از جنگ مازورکویچ توسط مقامات جمهوری خلق لهستان که دست نشانده مسکو بودند مورد آزار و اذیت قرار گرفت و به رغم این واقعیت که او سعی داشت با رژیم جدید همکاری کند، به مدت دو سال در بازداشت شکنجه و حتی محکوم به اعدام شد. اما پس از پایان دوره استالینیستی در سال ۱۹۵۶ آزاد شد و سازمان رسمی کهنه سربازان آزادی و دموکراسی (ZBoWiD) را تاسیس کرد. او در نهایت در نیروهای مسلح جمهوری خلق لهستان درجه ژنرالی را دریافت کرد و مدت کوتاهی قبل از سقوط کمونیسم در اروپای شرقی فوت کرد.